# Teatro Alhambra (La Habana)
El Teatro Alhambra fue uno de los más importantes teatros de La Habana, Cuba, entre la última década del siglo XIX y el primer tercio del siglo XX. Se derrumbó en 1935. 

## Historia
Fue inaugurado el 13 de septiembre de 1890. Fue el más importante teatro del género bufo, junto al Teatro Martí. En sus escenarios actuaron grandes actores cubanos, como Enrique Arredondo. Su techo colapsó el 18 de febrero de 1935 y desde entonces, fue clausurado y demolido. 